# Si ma moitié savait ça
Si ma moitié savait ça (titre original : Everybody Does It) est un film américain réalisé par Edmund Goulding, sorti en 1949.

## Fiche technique
- Titre : Si ma moitié savait ça
- Titre original : Everybody Does It
- Réalisation : Edmund Goulding
- Scénario : Nunnally Johnson d'après l'histoire Two Can Sing de James M. Cain
- Production : Nunnally Johnson
- Société de production : Twentieth Century Fox
- Direction musicale : Alfred Newman
- Musique : Mario Castelnuovo-Tedesco et Alfred Newman
- Photographie : Joseph LaShelle
- Montage : Robert Fritch
- Décors : Richard Irvine et Lyle R. Wheeler
- Costumes : Kay Nelson et Charles Le Maire
- Pays de production :  États-Unis
- Format : Noir et blanc — 35 mm — 1,37:1 — Son : Mono (Western Electric Recording)
- Genre : Comédie
- Durée : 105 minutes
- Dates de sortie : 25 octobre 1949 (USA)
  - États-Unis : 25 octobre 1949
  - France : 22 décembre 1950

## Distribution
- Paul Douglas : Leonard Borland/Logan Bennett
- Linda Darnell : Cecil Carver
- Celeste Holm : Doris Borland
- Charles Coburn : Major Blair, le père de Doris
- Millard Mitchell : Mike Craig
- Lucile Watson : Mme Blair, la mère de Doris
- John Hoyt : Wilkins
- Leon Belasco : Professeur Hugo
- Tito Vuolo : Maquilleur
- George Tobias : Rossi

Acteurs non crédités
- Robert Emmett Keane : Directeur de l'hôtel
- Mario Siletti (non crédité) : Chanteur d'opéra italien